# Chlum (okres Strakonice)
Chlum (německy Kulm) je obec v okrese Strakonice v Jihočeském kraji. Leží asi tři kilometry severozápadně od Blatné. Žije zde 202 obyvatel. K obci patří také Paračov.

## Historie
První písemná zmínka o vesnici pochází z roku 1349. Ves původně patřila k panství Rožmitál patřícímu pražskému arcibiskupství a od 15. století náležela k lnářskému velkostatku.

## Obyvatelstvo
| Rok            | 1869 | 1880 | 1890 | 1900 | 1910 | 1921 | 1930 | 1950 | 1961 | 1970 | 1980 | 1991 | 2001 | 2011 | 2021 |
| -------------- | ---- | ---- | ---- | ---- | ---- | ---- | ---- | ---- | ---- | ---- | ---- | ---- | ---- | ---- | ---- |
| Počet obyvatel | 292  | 288  | 298  | 323  | 335  | 291  | 276  | 227  | 194  | 179  | 176  | 159  | 173  | 200  | 197  |
| Počet domů     | 41   | 44   | 51   | 49   | 49   | 50   | 51   | 52   | 51   | 47   | 52   | 60   | 67   | 60   | 87   |

## Obecní správa
Mezi lety 1850–1973 byl Chlum obcí v okrese Blatná (1850–1950) a později v okrese Strakonice. Od 1. ledna 1974 do 31. prosince 1992 patřil jako část města k Blatné a od 1. ledna 1993 je opět samostatnou obcí.

### Obecní symboly
Znak a vlajka byly obci uděleny rozhodnutím předsedkyně Poslanecké sněmovny Parlamentu České republiky dne 18. května 2012.

## Doprava

### Dopravní síť
Vesnicí vede silnice III. třídy. Územím obce vede silnice II/173 Strakonice – Sedlice a Blatná – Závišín.

### Autobusová doprava 2024
Autobusovou dopravu v obci Chlum zajišťuje společnost ČSAD AUTOBUSY České Budějovice. V obci se nachází zastávka Chlum. U obce, na silnici mezi Blatnou a Hajany, se nachází zastávka Chlum,rozc.1.0. Obec obsluhují autobusové linky 380762 a 380769. Linka 380762 vede z Blatné a pokračuje dále do Hajan, Kocelovic, Tchořovic, Lnář, Předmíře, Mladého Smolivce a Radošic. Linka 380769 spojuje obec se Lnáři a Předmíří a na druhou stranu s Blatnou a Horažďovicemi, přičemž obsluhuje i další obce na trase.

### Železniční doprava 2024
Územím obce prochází jednokolejná regionální železniční trať 203 Březnice–Strakonice, která byla uvedena do provozu v roce 1899. Na obci se nachází železniční zastávka Bezdědovice, kde zastavují osobní vlaky linky S60. Tyto vlaky, provozované společností České dráhy, jezdí z Berouna přes Zdice, Příbram a Březnici, a dále pokračují do Blatné nebo Strakonic. Železniční zastávka Bezdědovice je součástí Pražské integrované dopravy.

## Pamětihodnosti
- Rýžoviště zlata na obou březích Závišínského potoka
- Usedlost čp. 6
- Před kapličkou na návsi je umístěn pomník obětem první světové války